# Carex omeiensis
Carex omeiensis är en halvgräsart som beskrevs av Tang. Carex omeiensis ingår i släktet starrar, och familjen halvgräs. Inga underarter finns listade i Catalogue of Life.